# Anstecknadel
Anstecknadeln (englisch pins) sind meist Schmuckstücke aus unedlen Metallen, die ans Revers geheftet werden. Sie haben oft eine schmückende Funktion, können aber auch die Zugehörigkeit (zum Beispiel zu einem Verein oder einer Firma) unterstreichen. Als Streuartikel mit hohen Auflagen dienen sie in den USA seit 1896 zur Marken- und Verkaufsunterstützung. In Europa kamen Pins etwas später auf; die französische Arbeiterbewegung verwendete sie in größerem Umfang in Form eines roten Dreiecks. Die Ecken standen für die Forderung nach acht Stunden Arbeit, acht Stunden Freizeit und acht Stunden Schlaf. In den 1970er-Jahren kamen Pins im Zuge der Anti-Atom-Bewegung vermehrt in Deutschland auf; deren Logo wurde allein 1975 über 20 Millionen Mal als Pin verkauft.

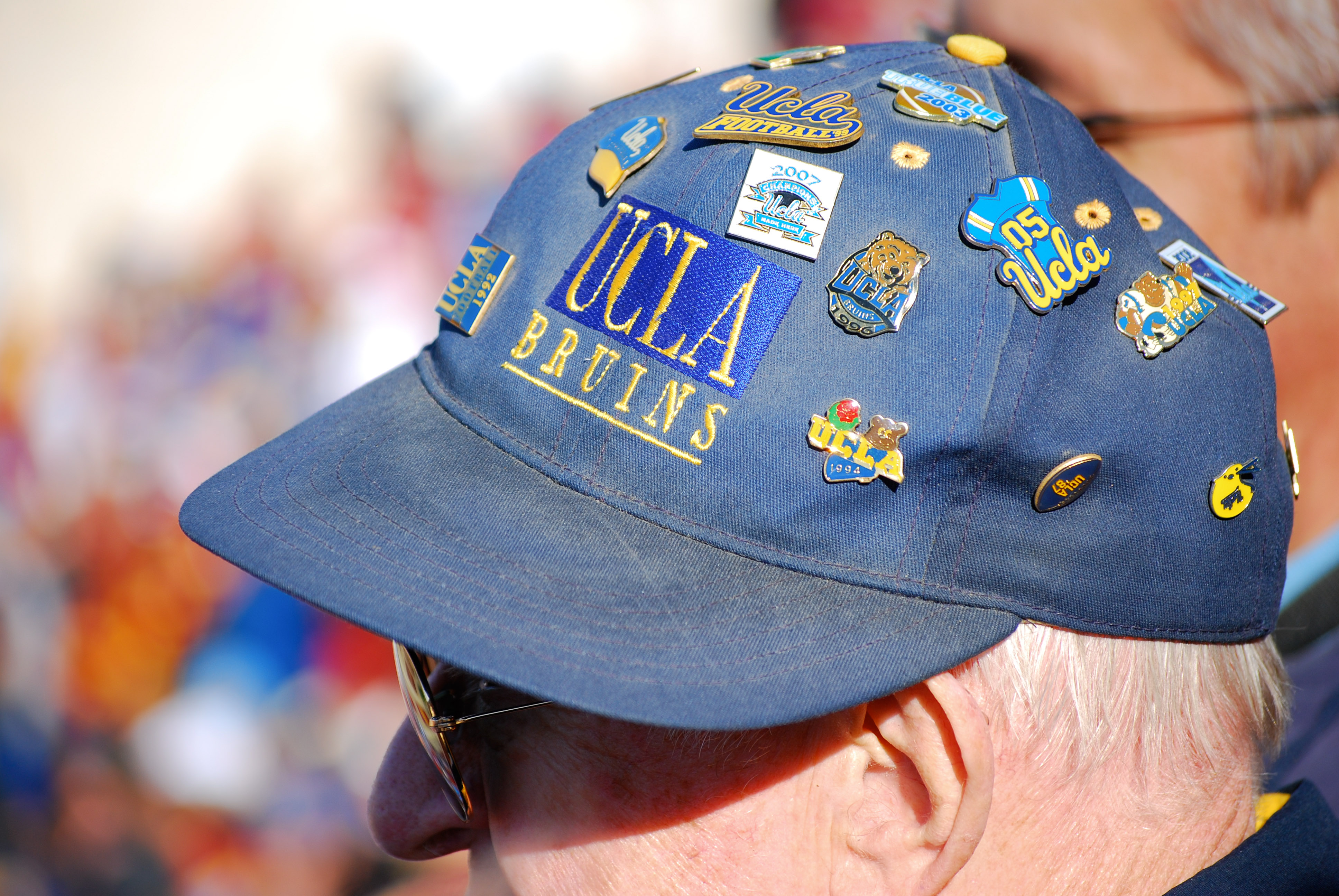
Anstecknadeln auf einer Baseballkappe

## Schmuckgeschichtliche Vorläufer der Anstecknadel

### Gewandnadel (Fibula)
Die Gewandnadel (Fibula) gab es schon in der Bronzezeit. Die Fibeln entwickelten sich aus Sicherheitsnadeln und wurden zum Teil aus Gold und Edelmetallen gefertigt. Aus der Fibel entwickelte sich die bis ins 13. Jahrhundert getragene Mantelschließe.

### Agraffe
Mit der Verfeinerung der Schmuckkunst entstand die Agraffe, eine zierliche Schließe, die den Halsausschnitt der Frauentracht zusammenhalten sollte.

### Brosche
In der Renaissance verlor die Gewandnadel an Bedeutung und spielte erst im 17. Jahrhundert in Form der Brosche wieder eine Rolle. Sie diente dazu, die Kleidung zu raffen oder den Kragen zu befestigen. Die Brosche sollte aber auch als Schmuckstück den Blick auf den Hals oder das Dekolleté lenken.

### Krawattennadel
Die Krawattennadel wurde in der Biedermeierzeit im 19. Jahrhundert modern. Anfänglich war sie ein Zubehör für Halsbinden. Aber schon Ende des 17. Jahrhunderts wurde die Halsbinde von Männern mit einer Brosche befestigt. Heute dient die Krawattennadel verschiedenen Zwecken: Als Zierde an der Krawatte, als Anstecknadel im Revers, als Krawattenspangenersatz oder um den Krawattenknoten zu fixieren.

## Funktion

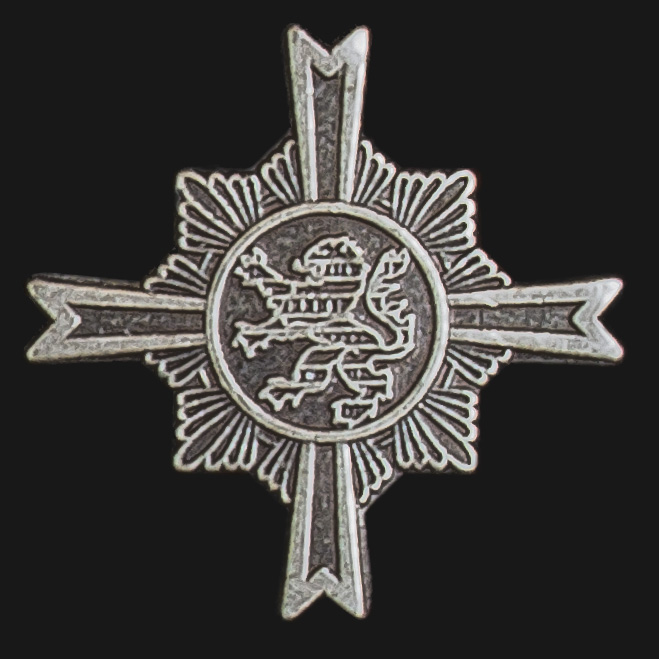
Ehrennadel zum Ehrenbrief des Landes Hessen

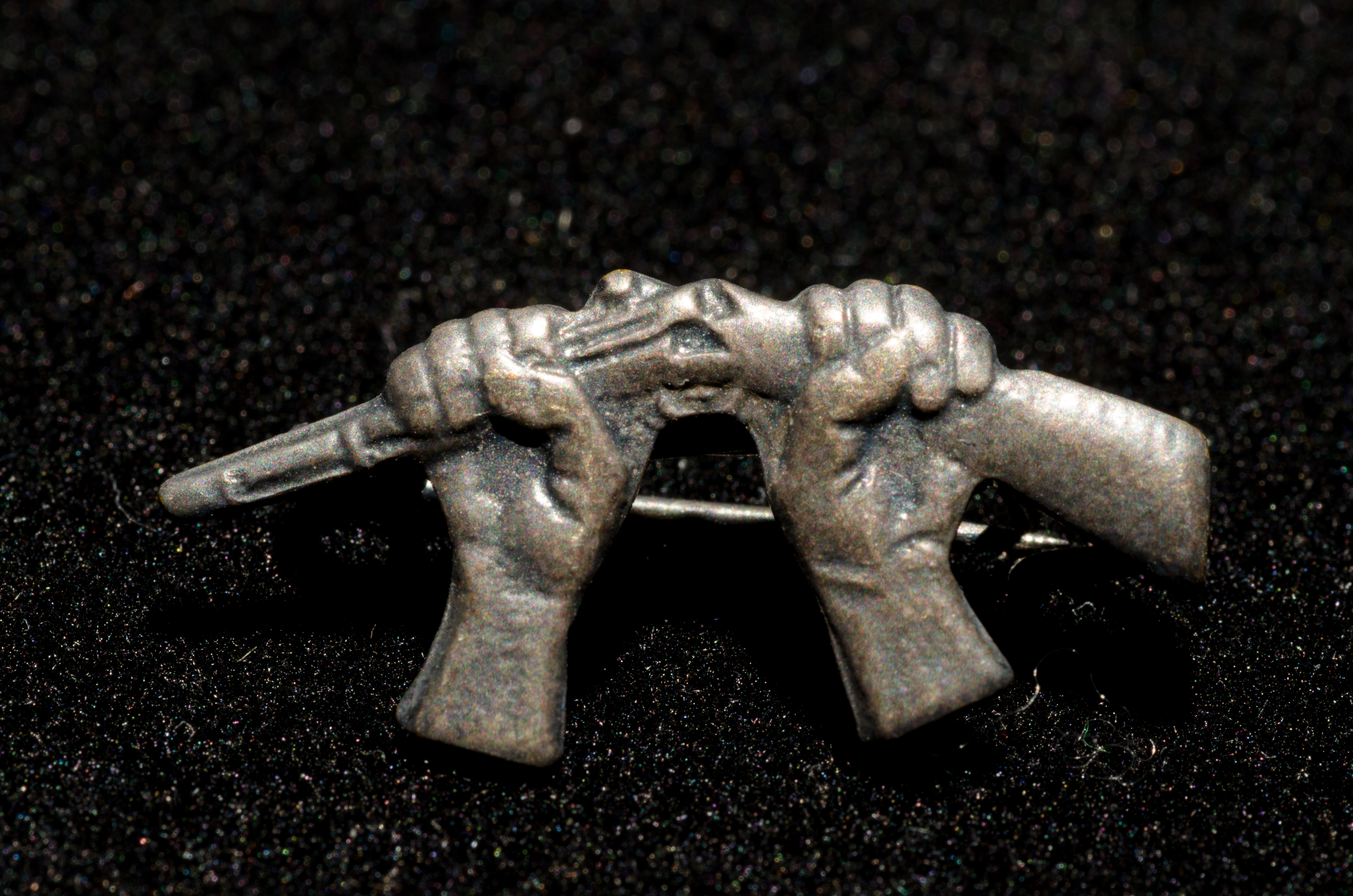
Anstecknadel Zerbrochenes Gewehr aus dem Jahr 1935

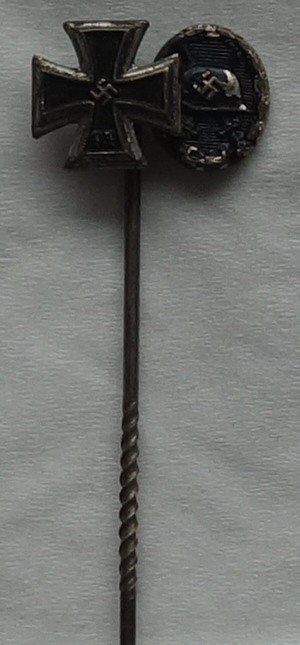
Anstecknadel Eisernes Kreuz mit Verwundetenabzeichen

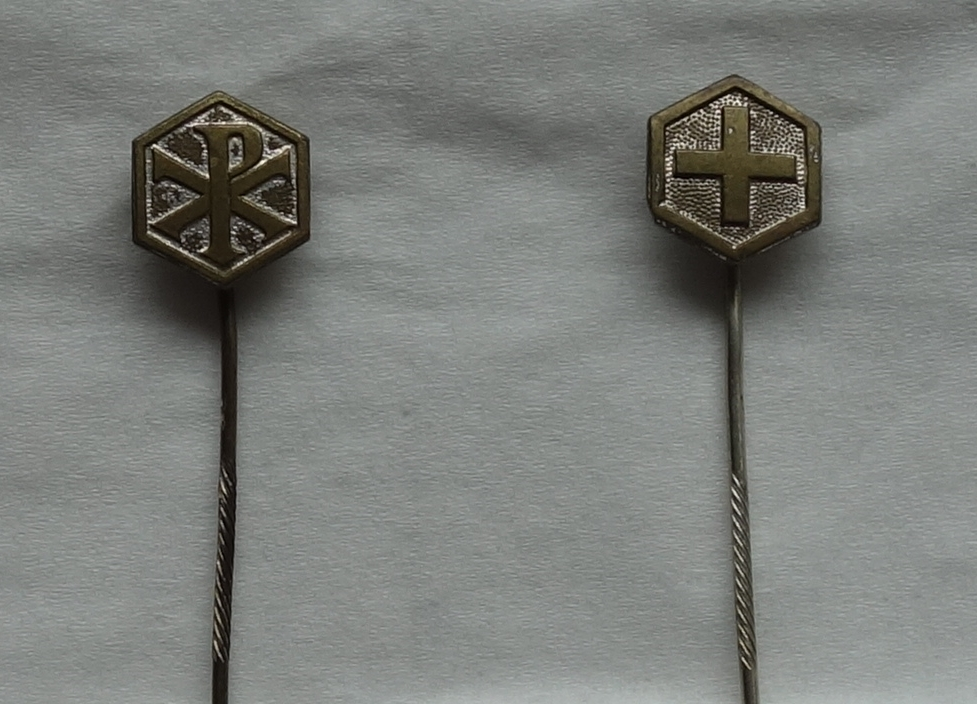
Anstecknadeln vom Bund Neudeutschland

Eine Anstecknadel wird als Schmuckstück getragen oder soll als Abzeichen die Zugehörigkeit zu einer bestimmten Gruppe demonstrieren, beispielsweise in Clubs, Vereinen, Firmen oder Einrichtungen wie der Feuerwehr. Als Orden und Plaketten werden Anstecknadeln zur Auszeichnung und Anerkennung verwendet; hierbei befindet sich oft ein Ehrenkranz mit oder ohne Jubiläumszahl um den Pin.
Solche Anstecknadeln werden auch als Ehrennadeln bezeichnet, und von einer Organisation nach einer feststehenden Anzahl von Jahren der Zugehörigkeit an aktive Mitglieder verliehen. Viele deutsche Bundesländer besitzen solch eine Auszeichnung für ehrenamtlichen Dienst, die Mindestdauer der Mitgliedschaft variiert von 10 Jahren (Berlin) über 12 (Rheinland-Pfalz) bis zu 15 Jahren (Baden-Württemberg); Sachsen-Anhalt legt nur einen „längeren Zeitraum“ fest.
Auch private und halbstaatliche Organisationen vergeben Ehrennadeln, z. B. die Blutspendeehrennadel. Fast jede Partei (z. B. SED oder DBD) und Massenorganisation der DDR besaß eine Ehrennadel als Auszeichnung für langjährige Mitglieder, z. B. DFB, DSF, FDGB, Volkssolidarität usw.
Anstecknadeln können auch eine politische Haltung ausdrücken, die unabhängig von einer konkreten Mitgliedschaft in einer Organisation ist. Bekannte Beispiele sind etwa die Anstecknadeln mit der US-Flagge, die seit dem 11. September als Ausdruck des Patriotismus weite Verbreitung gefunden haben, die Gelbe Schleife zur Bekundung von Solidarität mit Bundeswehrsoldaten oder die verschiedenen Festabzeichen zum Ersten Mai.
Firmen nutzen Anstecknadeln auch als Werbemittel, oder als Mittel der Demonstration von Zusammengehörigkeit von Mitarbeitern, am linken Revers des Anzugs zu tragen.

## Herstellungsweise
Anstecknadeln und Pins werden in unterschiedlichen Verfahren hergestellt: als Prägung, Ätzung, feueremailliert, in Sandstrahltechnik, als Metallprägung, Offsetdruck oder vollplastischer Guss. Letztere Herstellungsweise ermöglicht eine sehr realistische dreidimensionale Darstellung.

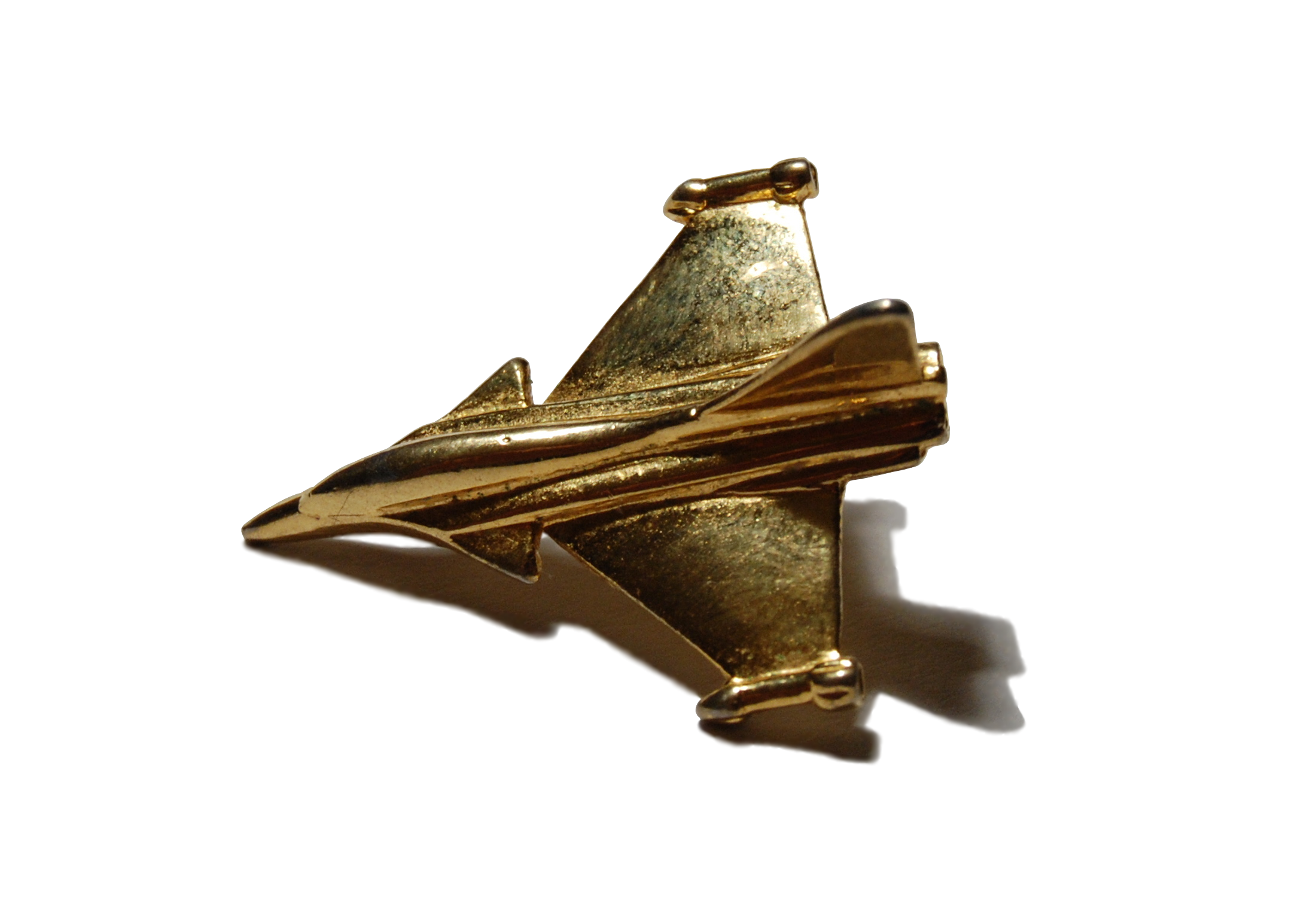
Dreidimensionaler Pin
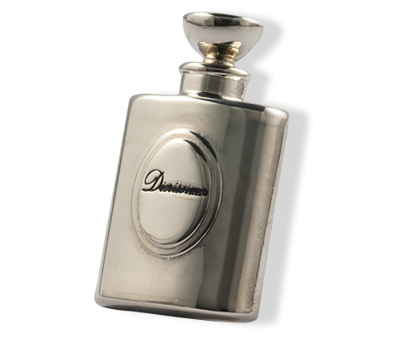
Anstecknadel aus Schleuderguss

### Materialien

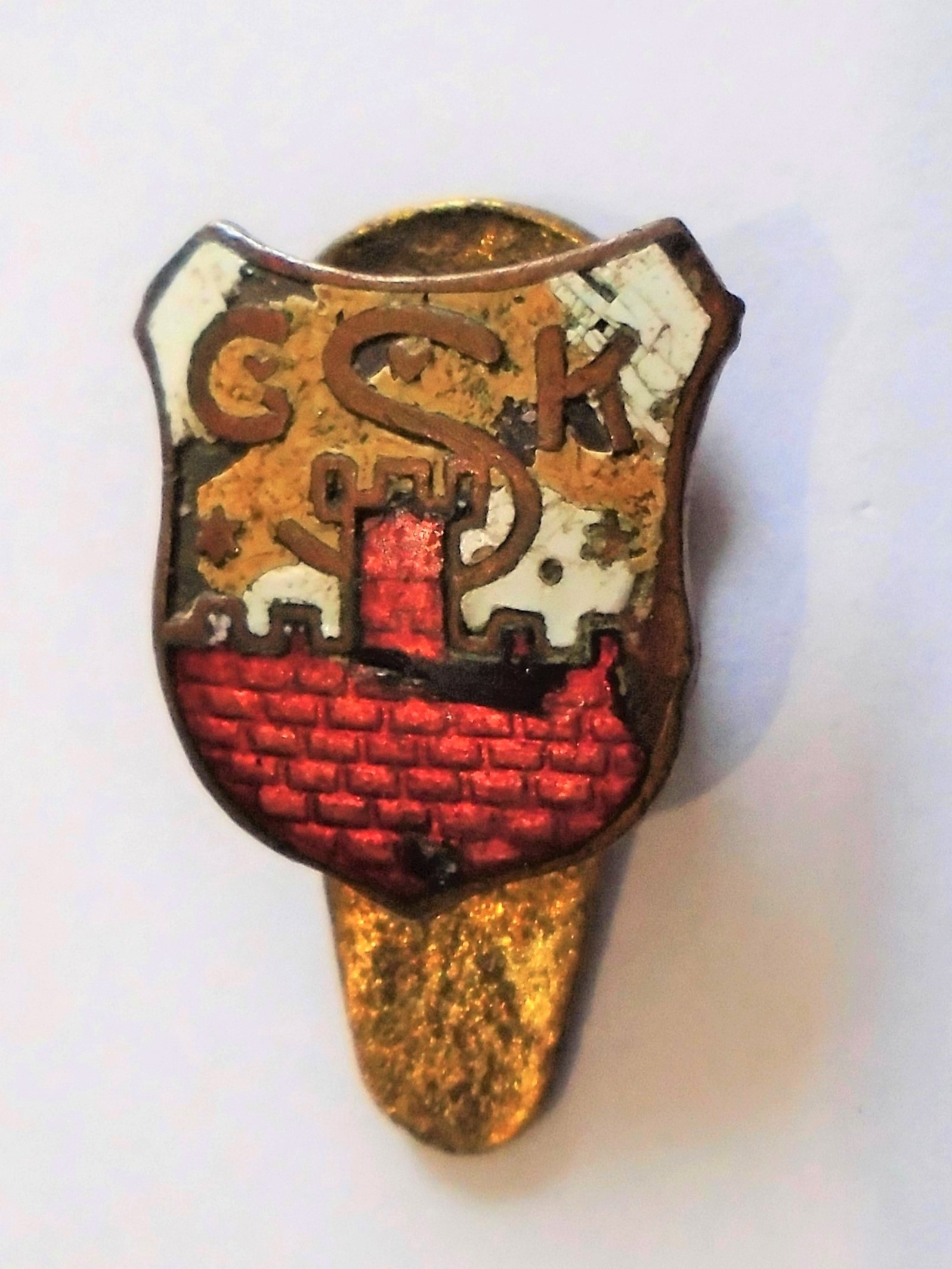
Alter emaillierter Anstecker von einem Fußballklub aus 1920

Pins werden in der Regel aus Messing, Kupfer, Eisen, Bronze, Edelstahl, Aluminium, Hartemaille, PVC, seltener auch aus Gold oder Silber, gefertigt. Die Materialstärke liegt in der Regel zwischen 0,8 und 1,2 mm. Bei der Fertigung mit Hartemaille werden dem Metall (meist Kupfer oder Messing) mit hohem Druck Vertiefungen eingeprägt, welche dann mit Feueremaille ausgefüllt werden. Die Stege garantieren eine klare Farbtrennung. Hartemaillepins werden bei 800–900 °C gehärtet und sind sehr beständig gegen Kratzer. Softemaillepins verfügen über erhabene Stege; die Emaille selbst ist bei ihnen vertieft. Messing wird auch als Ausgangsmaterial für Pins verwendet, die dann im Offsetdruckverfahren bedruckt und abschließend mit Epoxidharz überzogen werden, wodurch sie eine glatte und glänzende Oberfläche erhalten.

### Druck
Pins können im Offset-Verfahren im Vierfarbmodus (CMYK) bedruckt werden. Hierbei ist der Aufdruck von Fotos und Farbverläufen möglich, Vollfarben können jedoch nicht verwendet werden. Beim Siebdruck werden die Vollfarben im Strich-/Vektormodus aufgebracht; Farbverläufe sind hier nicht möglich. Motive können auch mittels Fotoätzung in Messing eingeätzt werden. Ein Ausfüllen mit Farbe ist bei dieser Methode möglich. Bei der Reliefprägung hingegen wird das Motiv unter sehr hohem Druck in das Metall geprägt. Der erzielte Effekt erhabener und vertiefter Stellen lässt sich auch mit Sandstrahlung erreichen. Hierbei werden die erhabenen Stellen – zumeist ein Schriftzug oder ein Logo – noch veredelt, sodass ein Kontrast zwischen dem matten Hintergrund und dem glänzenden Vordergrund auftritt. Pins können zur Veredelung auch galvanisiert oder silber oder schwarz vernickelt werden. Bei einer limitierten Anzahl von Pins kann auf der Rückseite auch eine laufende Nummer eingeprägt sein.

### Befestigung
Um Pins an Jacken, Hüten oder anderen Kleidungsstücken oder Gegenständen befestigen zu können, werden als Verschluss häufig so genannte Butterfly-Verschlüsse eingesetzt. Es gibt sie mit langer Anstecknadel, Schmuckbroschette, Rundmagnet, Stift und Flügelklemmsicherung.

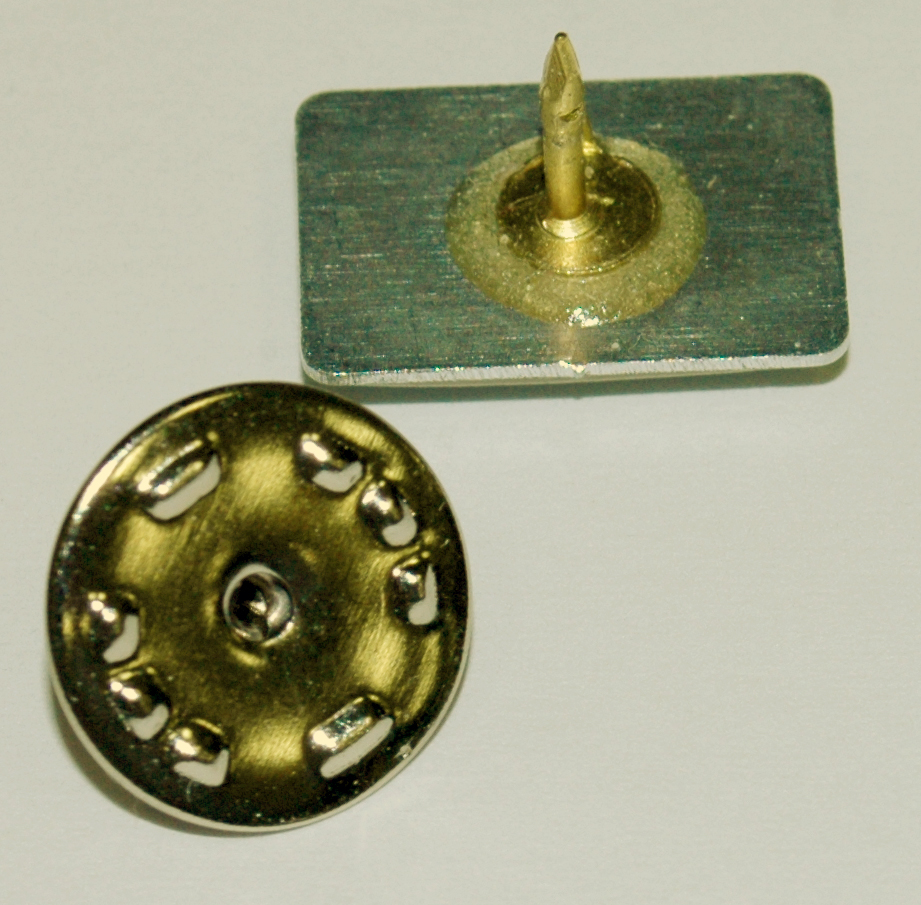
Butterfly-Verschluss von vorne
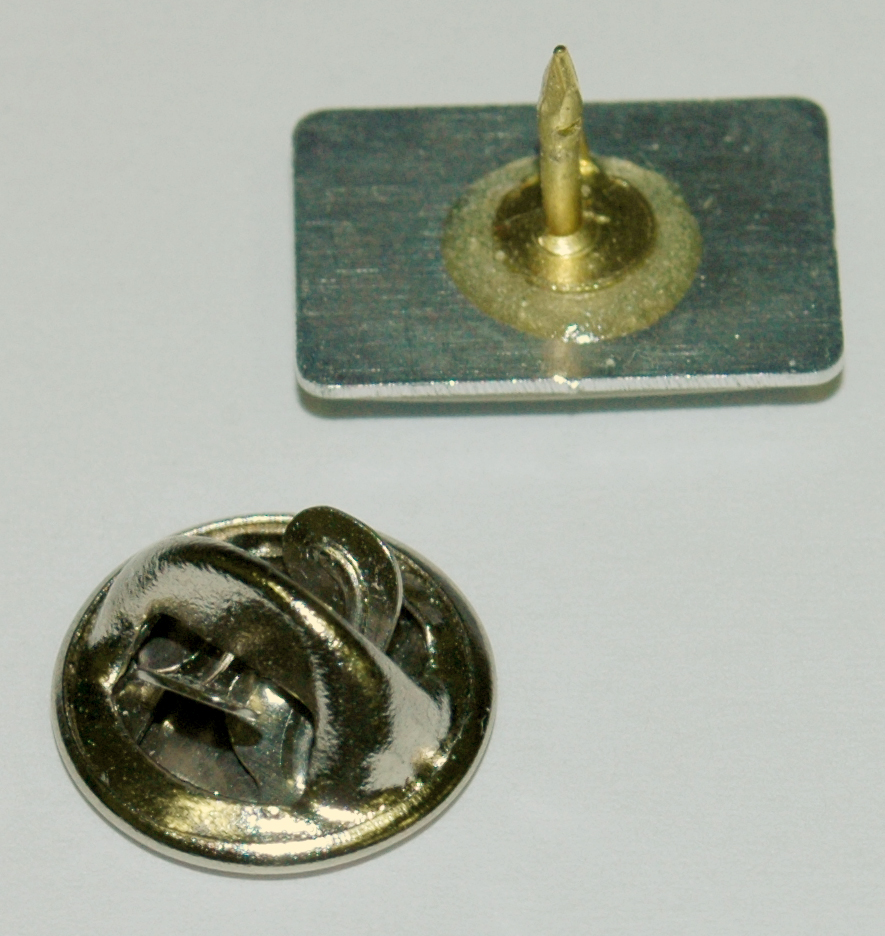
Butterfly-Verschluss von hinten
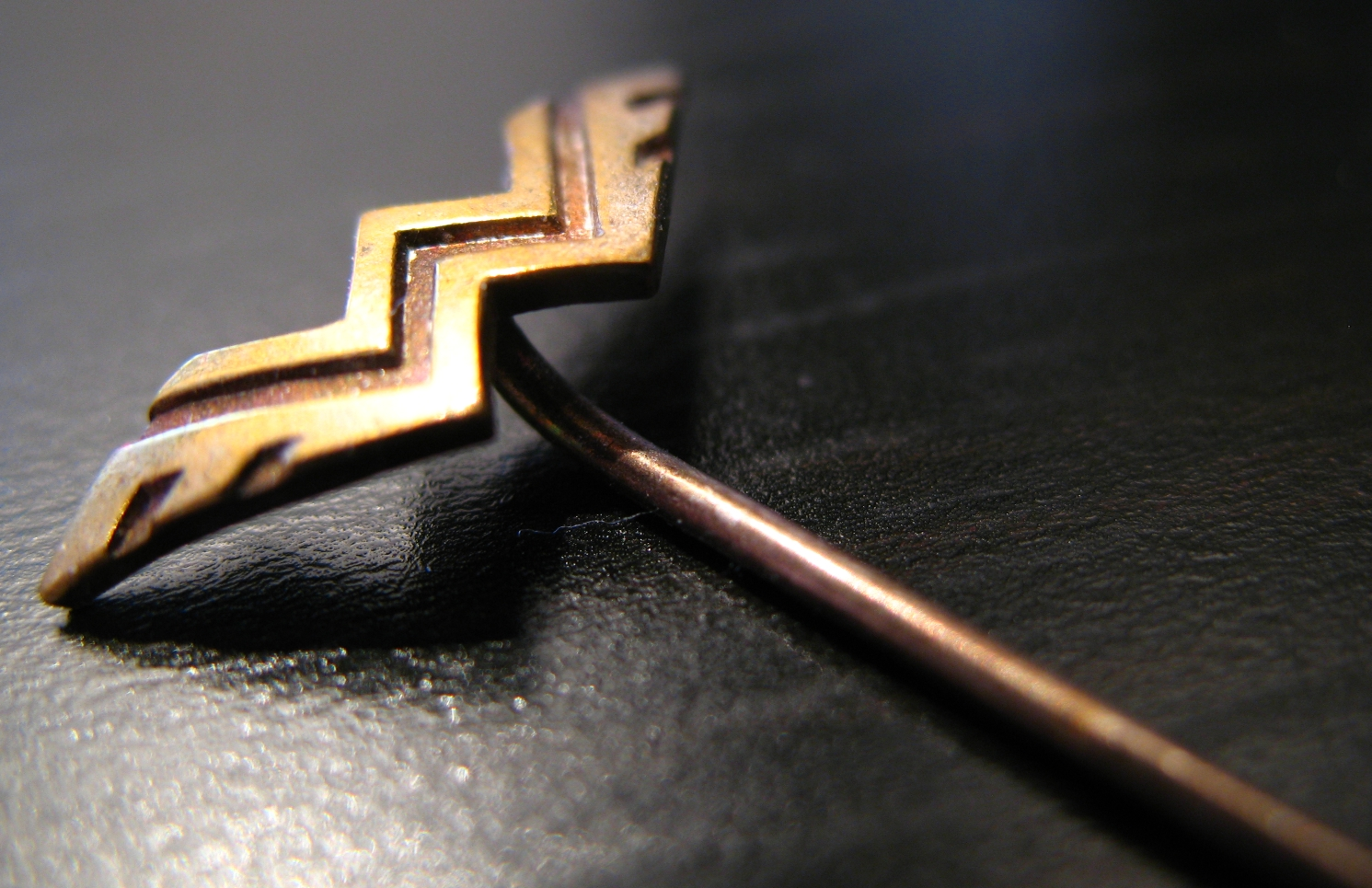
Lange Anstecknadel